# 卡捷琳娜·吉洪诺娃
卡捷琳娜·弗拉基米罗芙娜·吉洪诺娃（俄语：Катерина Владимировна Тихонова，1986年8月31日—），婚前姓普京娜（Путина），是俄罗斯总统弗拉基米尔·普京小女儿，俄罗斯科学家、企业高管，前杂技舞蹈演员。
卡捷琳娜任创新实践公司（Иннопрактика）高管，负责整合莫斯科国立大学国家智力发展基金会及国家知识储备中心两大倡议，同时兼任莫斯科国立大学复杂系统数学研究所副主任。

## 早年

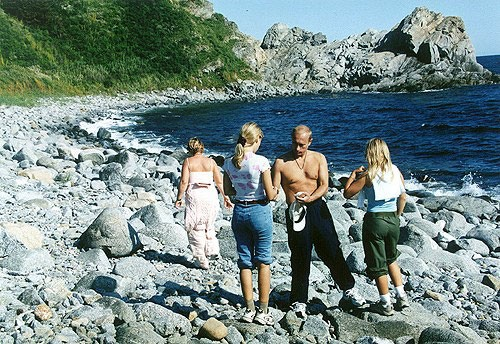
2002年普京一家在滨海边疆区游玩的合照，从左到右为普京妻子柳德米拉、普京大女儿玛丽亚、普京本人、普京小女儿卡捷琳娜。

1986年8月31日，卡捷琳娜在东德德累斯顿出生，是弗拉基米尔·普京和柳德米拉·普京娜的小女儿。1991年随家人回到列宁格勒后，卡捷琳娜在圣彼得堡的德语文理中学彼得学院（俄语：Петершуле）读书。后来控制了圣彼得堡能源贸易的坦波夫帮引爆当地的帮派战争，普京担心两个女儿的安全，安排前史塔西特工马蒂亚斯·沃尼格作为法定监护人，吩咐他把她们送到德国。沃尼格和普京同属被派驻到德累斯顿的克格勃小队，后来在圣彼得堡成立了德累斯顿银行的分行。一家人搬到莫斯科后，卡捷琳娜就读于莫斯科德国学校。卡捷琳娜弃用了普京这个姓氏，改以外婆叶卡捷琳娜·季霍诺夫娜·施克列布涅娃的父名为姓氏。

## 研究与职业生涯
2005年7月与姐姐玛丽亚参见大学入学考试后，卡捷琳娜获圣彼得堡国立大学录取，校长柳德米拉·韦尔比茨卡娅是普京的挚友。卡捷琳娜在校期间师从院长叶夫根尼·泽列涅夫主修东方学，研究中国及日本历史，2009年6月毕业。除此之外，她还获得物理及数学的硕士学位。
卡捷琳娜还在莫斯科国立大学以17亿美元创建的科学中心开发计划“创新实践”公司任高管。
创新实践旨在促進商人與國有企業之間的溝通，与斯科尔科沃创新中心竞争，被俄罗斯政治分析师斯坦尼斯拉夫·别尔科夫斯基视为斯科尔科沃的对手。2020年2月，创新实践宣布卡捷琳娜担任莫斯科国立大学人工智能研究所主任。
2019年5月，卡捷琳娜完成硕士论文答辩，取得物理与数学的学位。其论文《纠正前庭力学感受器活动的数学问题》由莫斯科国立大学校长维克托·萨多夫尼奇指导。在此之前，卡捷琳娜与多位知名科学家发表一系列的著作。
2019年12月，卡捷琳娜担任政府机构群众体育发展委员会委员。

## 杂技舞蹈
2010年代中，卡捷琳娜喜欢上杂技摇滚舞蹈，一项冷门的非奥运体育项目，全球只有大约200人参与。2013年，卡捷琳娜与男友伊万·克里莫夫（Ivan Klimov）在瑞士举行的世界锦标赛上取得第五名的成绩。2014年的俄罗斯锦标赛上，两人获得第二名。卡捷琳娜担任世界杂技摇滚舞蹈联合会的扩展与营销副总裁后，摇滚舞蹈正式传入俄罗斯。2016年到2019年，卡捷琳娜在莫斯科时就读的体育学校斥资200亿卢布建设杂技摇滚舞蹈中心。

## 制裁
2022年4月6日，针对俄罗斯入侵乌克兰的行动，美国宣布制裁普京的家人，卡捷琳娜作为普京幼女名列其中。美国财政部在声明中称卡捷琳娜在“支持（俄罗斯联邦政府）及其国防产业的公司中技术主管”。4月8日，英国和欧洲联盟跟进制裁。4月12日，日本跟进制裁。4月19日，加拿大跟進制裁。

## 个人生活
2013年，卡捷琳娜与俄罗斯富商、俄羅斯銀行创办人尼古拉·沙马洛夫之子 基里尔·沙马洛夫结婚。基里尔在总部位于莫斯科的石油化工公司西布尔控股担任副总裁，其中俄罗斯政府持有38%的股份。当时夫妇两人的资产总值达200亿美元。2018年1月，彭博新闻社透露两人已离婚。

## 延伸阅读
- Belton, Catherine. . Farrar, Straus, Giroux. 2020. ISBN 978-0374238711.